# Concours International de Fantasie Classique 1931

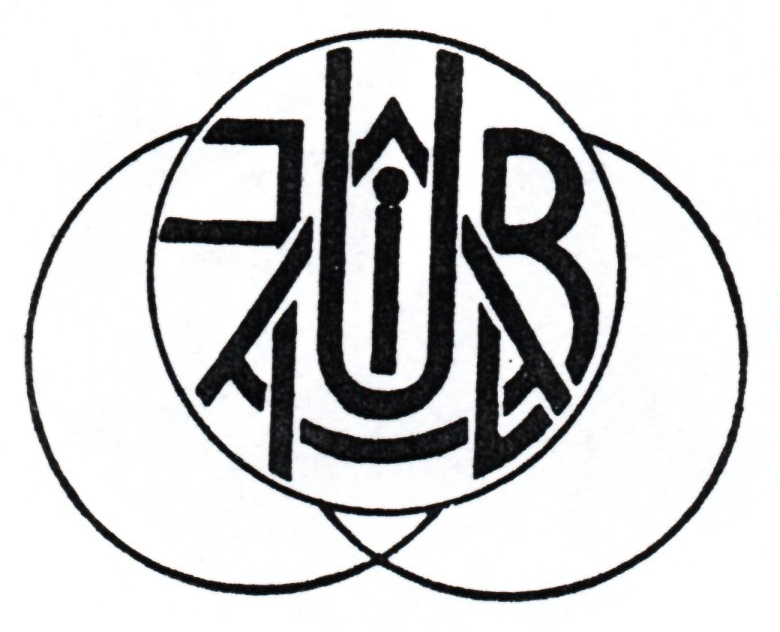
Logo UIFAB (ausrichtender Verband)

Veranstaltungsort: Vichy

Die Concours International de Fantasie Classique 1931 war das 1. Turnier in dieser Disziplin des Karambolagebillards und fand am 16. Juli 1931 in Vichy statt.

## Geschichte
Das Concours International de Fantasie Classique war ein Vorläuferturnier der Billard-Artistique-Weltmeisterschaft. Das Turnier wurde im Anschluss nach der Freie-Partie-Weltmeisterschaft 1931 ausgetragen. Acht Teilnehmer dieser Meisterschaft nahmen dann auch an diesem Turnier teil. Einige ohne jegliche Vorbereitung wie das Endergebnis zeigt. Zu dieser Zeit wurden bei Karambolage-Veranstaltungen oft Fantasiestöße von einigen Spielern dargeboten. Das erzeugte oft große Begeisterung bei den Zuschauern. Jetzt sollte das Interesse auch zu einer Meisterschaft ausgebaut werden. Die ersten Turniere waren reine Vorbereitungsturniere zu einer endgültigen Weltmeisterschaft. Die erste offizielle Weltmeisterschaft fand erst 1937 in Paris statt. Das Concours International de Fantasie Classique 1931 gewann am Ende der Portugiese Alfredo Ferraz. Er löste als einziger fünf der zwölf aufgestellten Figuren. Platz zwei sicherte sich der Ägypter Edmond Soussa vor dem Franzosen Jean de Gasparin.

## Modus
Gespielt wurden 12 verschiedene Figuren. Jeder Teilnehmer hatte pro Figur drei Versuche.

Gewertet wurde wie folgt:
1. Figuren = Vor Turnierbeginn festgelegte Positionen der Kugeln auf dem Billardtisch
2. Versuche = Anzahl der gespielten Versuche
3. % = Prozentual gelöste Figuren

## Abschlusstabelle
| Platz | Name                  | Figuren | Versuche | %     |
| ----- | --------------------- | ------- | -------- | ----- |
| 1     | Alfredo Ferraz        | 5       | 32       | 0,156 |
| 2     | Edmond Soussa         | 4       | 31       | 0,129 |
| 3     | Jean de Gasparin      | 3       | 33       | 0,090 |
| 4     | Emile Sicard          | 2       | 32       | 0,062 |
| 5     | Louis Sevilla         | 2       | 33       | 0,060 |
| 6     | Théo Moons            | 2       | 34       | 0,058 |
| 6     | Jean Albert           | 2       | 34       | 0,058 |
| 6     | Jacques Davin         | 2       | 34       | 0,058 |
| 9     | René Gabriëls         | 2       | 36       | 0,055 |
| 10    | Carel B. Koopman      | 1       | 36       | 0,027 |
| 10    | José Portugal da Mata | 1       | 36       | 0,027 |
| 12    | Ludwig Meyer          | 0       | 36       | 0,000 |